# Tetryl
Tetryl (N-Methyl-N-2,4,6-tetranitroanilin) ist eine energiereiche aromatische Nitroverbindung. Der Stoff aus der Gruppe der Nitramine hatte früher zur Herstellung von Sprengzündern große Bedeutung, ist heute jedoch weitgehend durch besser geeignete Verbindungen ersetzt.

## Gewinnung und Darstellung
Tetryl lässt sich durch Nitrierung von N-Methylanilin oder N,N-Dimethylanilin in Gegenwart von Schwefelsäure erhalten. Geeigneter ist die Herstellung aus N-Methyl-2,4-dinitroanilin (CAS 2044-88-4), das durch Kondensation von Methylamin und 2,4-Dinitrochlorbenzol zugänglich ist. Die Nitrierung von 2,4-Dinitromethylanilin mit einer Mischung von Salpeter- und Schwefelsäure ergibt gute Tetryl-Ausbeuten.

## Eigenschaften
Tetryl bildet im reinen Zustand fast farblose Kristalle, die sich im Licht schnell hellgelb färben. Das technische Produkt ist intensiv gelb. Die Verbindung schmilzt bei 129,5 °C mit einer Schmelzenthalpie von 22,93 kJ·mol−1. Es reagiert mit wässrigem Basen unter Abspaltung der Methylnitramingruppe. Deshalb können restliche Säurespuren im Rohprodukt nur durch sorgfältige Umkristallisation entfernt werden.
Tetryl ist in Wasser unlöslich, wenig löslich in Ethanol und Diethylether, besser löslich in Aceton oder Benzol. Die Schmelze besitzt einen Flammpunkt von 150 °C. Es reizt die Atemwege und verursacht Sensibilisierung, Kontaktdermatitis und Gelbfärbung der Haut.

### Explosionskenngrößen
Die Verbindung ist im trockenen Zustand durch Schlag, Reibung, Wärme und andere Zündquellen besonders explosionsgefährlich und fällt im Umgang unter das Sprengstoffgesetz. Wichtige Explosionskennzahlen sind:
| Sauerstoffbilanz           | −47,4 %[6]                                       |
| Stickstoffgehalt           | 24,39 %[6]                                       |
| Normalgasvolumen           | 939 l·kg−1[6]                                    |
| Explosionswärme            | 4251 kJ·kg−1 (H2O (l)) 4153 kJ·kg−1 (H2O (g))[6] |
| Spezifische Energie        | 1213 kJ·kg−1 (123,7 mt/kg)[6]                    |
| Bleiblockausbauchung       | 41,0 cm3·g−1[6]                                  |
| Detonationsgeschwindigkeit | 7850 m·s−1[6]                                    |
| Stahlhülsentest            | Grenzdurchmesser 6 mm[6]                         |
| Schlagempfindlichkeit      | 3 Nm[6]                                          |
| Reibempfindlichkeit        | 353 N Stiftbelastung Reaktion[6]                 |
| Explosionstemperatur       | 180–190 °C[9]                                    |
| Verpuffungspunkt           | 185–195 °C[9]                                    |
Die Kinetik der thermischen Zersetzung wurde im Temperaturbereich von 211 °C und 2604 °C für die Schmelze untersucht. Der Zersetzungsverlauf kann mit einem Zeitgesetz erster Ordnung beschrieben werden. Die Aktivierungsenergie beträgt 160,77 kJ·mol−1, der Arrheniusfaktor 2,51·1015 s−1.

## Verwendung
Tetryl wurde hauptsächlich für Detonatoren, Sprengkapselfüllungen, Zwischenzündladungen und Sprengschnüre verwendet. Es war in der erstarrten Schmelze mit TNT der erste hochbrisante Sprengstoff, der im Ersten Weltkrieg zuerst von Deutschland als Ladung in Artilleriegeschossen und Torpedos eingesetzt wurde. Tetryl enthält durch den Herstellungsprozess eine geringe Menge an Säure, die bei Anwesenheit von Feuchtigkeit Metall angreift. Somit verursacht es Probleme bei der Langzeitstabilität von Munition.
Munition mit Zündern und Ladungen aus Tetryl sollte laut den Datenblättern nicht bei Temperaturen über 50° gelagert oder eingesetzt werden.
Für militärische Zwecke wurde Tetryl mit 20–35 % TNT gemischt und Tetrytol genannt. Diese Mischung ist gegenüber dem reinen Tetryl stabiler bei höheren Temperaturen und kann mehrfach erhitzt und verflüssigt werden. Ein eutektisches Gemisch aus  55 % Tetryl und 45 % TNT schmilzt bei 67,5 °C.
Die Substanz ist heute durch Hexogen und Pentrit ersetzt worden, weil diese neben einer etwas größeren Brisanz auch weniger toxisch bei billigerer Herstellung sind, obwohl beide geringfügig schlagempfindlicher sind.